# راسيل هوارد
راسيل هوارد هو لاعب كرلنغ كندي، ولد في 19 فبراير 1956 في ميدلاند في كندا.

## وصلات خارجية
- راسيل هوارد على موقع الاتحاد الدولي للكرلنغ (الإنجليزية)
- راسيل هوارد على موقع اللجنة الأولمبية الدولية (الإنجليزية)
- راسيل هوارد على موقع أوليمبيديا (الإنجليزية)
- راسيل هوارد على موقع اللجنة الأولمبية الكندية (الإنجليزية)
- راسيل هوارد على موقع قاعة كندا للمشاهير الرياضية (الإنجليزية)
- راسيل هوارد على موقع قاعة أونتاريو للمشاهير الرياضية (مؤرشف) (الإنجليزية)